# まだ、生きてる…
『まだ、生きてる…』（まだ いきてる）は本宮ひろ志による日本の漫画作品。『週刊ヤングジャンプ』（集英社）に連載されていた。本項では『ビジネスジャンプ』（集英社）に連載されていた続編の『まだ、生きてる…2』についても記載する。『まだ、生きてる…』を以下、『1』、『まだ、生きてる…2』を以下、『2』と表記する。

## あらすじ
『1』
定年退職を迎えた岡田憲三。故郷で自給自足の生活の日々を送る。
『2』
職を失った憲三の息子・岡田正夫。父親の故郷で自給自足の生活の日々を送る。

## 登場人物
声優はモーションコミック版。
岡田 憲三（おかだ けんぞう）
声 - チョー
『1』の主人公。60歳で定年退職を迎えたサラリーマン。
ハローワークで経理関連の再就職先を探すも、パソコンが使えないために見つからず、自宅に帰宅するも、家族に見捨てられ、音信不通となり、預金を持ち逃げされ、絶望する。失意のまま生まれ育った故郷へ向かい、山奥に入り首吊り自殺を図るが、失敗。死に切れず、死ぬまで生きることを決意。少年時代に遊びの中で培った技術とそれまでの人生で蓄えた知識で木の上に竹で小屋を建てて自給自足の生活を始める。
『1』最終話で死去、享年65。
岡田富裕子（おかだ ふゆこ）
声 - 上田晴美
憲三の妻。
『1』で憲三の預金通帳から財産を引き出して持ち逃げし、離婚届を置いて去っていった。元々個人主義の傾向が強く、2人の子供を育てるために失った時間を取り戻す賠償と称して財産を持ち逃げするほど憲三を嫌っている。子供たちにも独立の祝い金と称した手切れ金300万を渡してほぼ縁を切った状態。現在は「自分1人だけの時間と生活」を満喫しているが、それは山奥で憲三が得た最後の暮らしと同じものだった。正夫が憲三の消息を突き止めた際にも「自分の知っている夫はそんな真似が出来る訳がない」と否定していた。
岡田 正夫（おかだ まさお）
声 - 岸尾だいすけ
憲三と富裕子の長男。『2』の主人公。
高校時代は野球部に所属。就職に失敗して派遣社員として働くも、不安定な立場を理由に彼女に別れ話を切り出され、逃げられてしまう。
自分が最も安心して暮らした時を支えてくれたのは8年前に別れた父親であることを思い出し、行方を捜して父親の故郷へと向かうが、辿り着いた山奥で父親の墓を発見し3年前に死んでいたことを知る。派遣の仕事もクビとなったのを契機にしばらく山奥で暮らすが、耐えきれずに一度帰郷した際に母親から父の金を持ち逃げした事実を聞く。
父の日記を読んで知った「土地を切り開き、自らの力で暮らしていく場所を創る」という夢を受け継ぎ、再び山奥で暮らすことを決意した際に墓参りに来た美津子と出会う。それから2年間に渡ってホームレス生活をして働きながら金を貯め、地主の君塚氏から山奥の土地を購入。丸太小屋を建て畑を手入れして自給自足の生活を始める。
岡田由美子（おかだ ゆみこ）
声 - 木村珠莉
憲三と富裕子の長女。OLとして勤務。正夫ほど切羽詰まった暮らしではないためか、満期前に憲三の生命保険すら解約して現金に変えてしまった母に疑問を呈する程度。
美津子（みつこ）
声 - 大原さやか
本作のヒロイン。小学生のころに交通事故で両親を亡くし、養護施設で育った女性。
『1』で山奥で首吊り自殺を図るが、失敗。憲三に救われ、憲三と共に暮らし始める。自殺する前から既に妊娠しており、後に太郎を出産する。最終話で太郎を育てるため下山する。
『2』で憲三の墓参りに訪れ、偶然居合わせた正夫と出会う。ホームセンターで働くも、セクハラを受けて退職。海沿いのリゾートホテルへ転職し、ホテル経営者の若社長・直貴(なおき)に強引なプロポーズを受けるも、断る。最終話で正夫と共に山奥で暮らし、第2子を儲ける。
太郎（たろう）
美津子と別れた男性との間にできた子供。自身を取り上げた憲三をじいじいと呼び慕っている。『1』の最終話で母と共に一旦下山。『2』の最終話で正夫と母、新しく生まれた兄弟と共に山奥で暮らす。道も通っていない山奥から学校に通っており、その健脚ぶりで運動会では出場した競技を総なめにした。
君塚忠兵衛（きみづか ちゅうべえ）
憲三が入り込んだ山奥の土地所有者。正夫から話を聞いて初めてその事実を知る。正夫の持ってきた400万円に野良仕事を手伝うこと(+200万円分)を条件に、バブル期にはゴルフ場建設用地として7000万円で交渉されていた山奥の土地(約1万4000坪)を600万円というほぼ捨て値で譲渡する。

## 書誌情報
- 本宮ひろ志『まだ、生きてる…』 集英社〈ヤングジャンプ・コミックス〉、全2巻
  1. まだ、生きてる… 2007年7月19日発売 ISBN 978-4-08-877264-6
  2. まだ、生きてる…2 2009年8月19日発売 ISBN 978-4-08-877706-1